# جو هار
جو هار (انگلیسی: Joe Hoare؛ نوامبر ۱۸۸۱ – ۲۴ مارس ۱۹۴۷) بازیکن فوتبال  اهل بریتانیا بود.
از باشگاه‌هایی که در آن بازی کرده‌است می‌توان به باشگاه فوتبال ساوت‌همپتون، باشگاه فوتبال سالزبری سیتی، باشگاه فوتبال لیورپول، و باشگاه فوتبال ساوت‌همپتون اشاره کرد.